# Keslingolophia
Keslingolophia is een geslacht van uitgestorven kreeftachtigen uit de klasse van de Ostracoda (mosselkreeftjes).

## Soorten
- Keslingolophia chariessa (Kesling, 1954) †
- Keslingolophia secunda (Lethiers, 1981) †